# 그나이제나우슈트라세역
그나이제나우슈트라세역(U-Bahnhof Gneisenaustraße)은 베를린 프리드리히스하인크로이츠베르크구 크로이츠베르크에 있는 U7의 역이다. 그나이제나우슈트라세(Gneisenaustraße)/미텐발더 슈트라세(Mittenwalder Straße)의 교차점에 설치되어 있다.
1924년 4월 19일 남북 도시철도선(현재의 U6과 U7)의 할레셰스 토어역에서 노이쾰른 방면으로의 연장 구간의 중간 종착역으로 개업했다. 다른 남북 도시철도선의 역과 유사하게 설계되었다. 건설 당시에는 역 상징색을 단순히 흰색으로만 사용했고, 승강장 길이는 80 m였다.
1966년 2월 28일까지는 CI선이 그나이제나우슈트라세에서 출발한 열차가 남쪽으로는 노이쾰른역 경유 브리츠쥐트역까지 운행했고, 북쪽으로는 프리드리히슈트라세 경유 알트테겔역까지 운행했다. 바로 전역인 메링담역에서 뫼케른브뤼케역 방면 연장 구간이 개업하면서 두 노선이 분리되었고, 이때부터 7호선이라는 운행 계통이 브리츠쥐트역과 뫼케른브뤼케역 간을 운행하기 시작했다.
1968년에는 6량 편성 열차가 정차할 수 있도록 역 승강장 길이가 110 m로 연장되었다. 이와 동시에 녹색 세라믹 타일 재질로 역사 벽을 새로 마감했다.
2020년/2021년에는 동부 출입구의 보수 공사가 진행되었고 출입구 위에는 역사적으로 사용되었던 십각형 역명판이 부활했다. 과거에는 두 출입구 모두에 다각형 역명판이 있었으나 1960년대 승강장 연장으로 인한 출입구 공사 당시에 단순한 역명판 형태로 대체되었다.
터널 재건축, 엘리베이터 및 점자 블록 설치, 신규 출입구 설치, 역사 전체적 보수 및 개수 공사가 예정되어 있다. BVG에 의하면 2022년 3사분기에 엘리베이터 공사를 착공하려고 했으나 최소한 1년간 지연되었고, 터널 밀폐 공사는 2022년으로 예정되어 있다. 역사 내부 보수 공사는 2024년에 완공 예정이다.

## 인접 철도역
| 베를린 지하철 7호선             | 베를린 지하철 7호선 | 베를린 지하철 7호선  |
| ------------------------------- | ------------------- | -------------------- |
| 메링담 라트하우스 슈판다우 방면 | U7                  | 쥐트슈테른 루도 방면 |